# Fulvio Zanardini
| 343230 Corsini     | 22 novembre 2009 |
| 372573 Pietromenga | 24 ottobre 2009  |

Fulvio Zanardini (...) è un astronomo amatoriale italiano.
Il Minor Planet Center gli accredita le scoperte di due asteroidi, effettuate entrambe nel 2009 in collaborazione con Mario Tonincelli.